# Paul-Albert Février
Pour les articles homonymes, voir Février (homonymie).
Paul-Albert Février, né le 26 janvier 1931 à Cannes et mort le 10 avril 1991 à Nice, est un historien, archéologue et épigraphiste français spécialiste de l'Antiquité tardive.

## Biographie
Élève de l'École des chartes, il en sort archiviste paléographe grâce à une thèse intitulée « Le développement des cités de basse Provence orientale jusqu'au XVIe siècle » (1955), puis en 1964 la première thèse d'État de la Faculté des Lettres d'Aix-en-Provence.
Après avoir été membre de l'École française de Rome de 1955 à 1957, il est nommé conservateur aux Archives nationales puis aux Archives départementales de l'Hérault.
De 1957 à 1960, il est mobilisé pour combattre dans la guerre d'Algérie.
À partir de 1960, Paul-Albert Février enseigne l'archéologie et l'histoire à la Faculté d'Alger où il est recruté par le Centre national de la recherche scientifique (CNRS). En 1962, il devient directeur du Centre de recherches sur l'Afrique méditerranéenne (CRAM). En octobre 1967, il devient professeur à titre algérien. De 1964 à 1968, il est aussi conseiller technique au Ministère de l'Éducation nationale d'Algérie, et inspecteur des Antiquités de 1966 à 1968,.
De 1968 à 1991, Paul-Albert Février enseigne l'histoire romaine à l'Université de Provence dont il devient vice-président. En 1969, il devient membre de la Commission régionale de l'Inventaire général des monuments et richesses artistiques de la France. Entre 1970 et 1971, il préside le conseil scientifique de l'université de Provence.
De 1985 à 1989, il est vice-président de la Commission nationale de l'Inventaire des monuments et richesses artistiques de la France, membre de la Commission régionale du patrimoine historique, archéologique et ethnologique et de la Commission supérieure des monuments historiques. Il est également correspondant de l'Institut archéologique allemand et de l'Académie pontificale romaine d'archéologie. 
Paul-Albert Février a légué ses biens à l'Université de Provence. Son appartement à Aix-en-Provence accueille des étudiants et des chercheurs, français ou étrangers, en histoire et en archéologie. Sa collection d'ouvrages a été léguée à la bibliothèque d'archéologie d'Aix et son fonds de photographie conservé dans la photothèque du Centre Camille Jullian. En 2001, une unité mixte de recherche portant son nom est créée par l'Université de Provence.

## Œuvre
Paul-Albert Février étudie le passage de l'antiquité à l'époque médiévale (Antiquité tardive).
Il travaille sur les sites de Cimiez, Fréjus, et les sites ruraux du département du Var. Il lance un programme sur les baptistères et les groupes épiscopaux et dirige des recherches relatives au groupe épiscopal de Fréjus qui ont illustré le passage de la topographie antique à la topographie médiévale.
En Algérie, il mène des recherches sur les sites de Sétif, Djémila, Tipasa (avec Mounir Bouchenaki), Tébessa (avec Robert Lequément), Hippone (avec Jean-Paul Morel), et Timgad. Il est crédité pour avoir relancé la coopération algéro-française en matière d'archéologie dès 1984.

## Publications principales
- Forum Iulii (Fréjus), Bordighera, éd. Institut international d'études ligures, 1963.
- Le développement urbain en Provence, de l'époque romaine à la fin du XIVe siècle : Archéologie et histoire urbaine, Paris, éd. De Boccard, 1964.
- Djemila, Alger, éd. Ministère de l'éducation nationale, 1968.
- Cathédrale de Fréjus, Lyon, éd. Imprimerie Lescuyer, 1971.
- L'Art de l'Algérie antique, Paris, éd. De Boccard, 1971.
- Gap et les cités voisines à l'époque romaine, Gap, éd. Société d'études des Hautes Alpes, 1975.
- La Ville antique (ouvrage collectif sous la direction de Georges Duby), Paris, éd. Le Seuil, 1980.
- Le Groupe épiscopal de Fréjus, Paris, éd. Caisse national des monuments historiques et des sites, 1981.
- Inventaire général des monuments et des richesses artistiques de la France [sous la dir. de], Paris, éd. Imprimerie nationale, 1981.
- Villes et campagnes dans l'Empire romain [sous la dir. de], Aix-en-Provence, éd. Université de Provence, 1982.
- La Nécropole orientale de Sitifis (Sétif, Algérie), Paris, éd. CNRS, 1985.
- Episcopat et traditions religieuses : Provence [sous la dir. de], Marseille, éd. Fédération historique de Provence, 1985.
- Premiers temps chrétiens en Gaule méridionale : Antiquité tardive et haut Moyen âge [sous la dir. de], Lyon, éd. Association lyonnaise de sauvetage des sites archéologiques médiévaux, 1986.
- Topographie chrétienne des cités de la Gaule. 2, Provinces ecclésiastiques d'Aix et d'Embrun [sous la dir. de], Paris, éd. De Boccard, 1986.
- Tombes privilégiées en Maurétanie et Numidie, Paris, éd. De Boccard, 1988.
- Au cœur d'une ville épiscopale : Fréjus [sous la dir. de], Fréjus, éd. Comité d'animation et d'action culturelles, 1988.
- La Provence des origines à l'an mil [sous la dir. de], Rennes, éd. Ouest-France, 1989.
- Approches du Maghreb romain, 2 volumes, Aix-en-Provence, éd. Édisud, 1989[8].
- La Méditerranée, 2 volumes, Rome, éd. École française de Rome, 1996 (recueil posthume d'un certain nombre d'articles).
- L’édifice appelé « Maison de Bacchus » à Djemila, Paris, éd. CNRS, 2019 (publication posthume).

## Distinctions
- Chevalier de la Légion d'honneur[7] ;
- Officier de l'ordre des Arts et des Lettres[7].